# Gisella Agnese von Rath
Gisella Agnese von Rath (Kleinwülknitz, 9 ottobre 1669 – Nienburg, 12 marzo 1740) fu principessa reggente di Anhalt-Köthen per conto del figlio Leopoldo dal 1703 al 1715.

## Biografia

### I primi anni
Gisella Agnese von Rath nacque in seno ad una famiglia della piccola nobiltà locale in un paese di provincia nei pressi di Köthen. I suoi genitori erano Balthasar Wilhelm von Rath, signore ereditario di Kleinwülknitze, e Maddalena Dorothea von Wuthenau. Suo nonno era Wilhelm von Rath, famoso per essere stato un comandante delle truppe imperiali durante la Guerra dei Trent'anni sotto il principe Luigi I di Anhalt-Köthen.

### Un matrimonio contestato
Crescendo, Gisella Agnese conobbe il principe Emmanuele Lebrecht di Anhalt-Köthen (1671-1704) che si innamorò perdutamente di lei. La madre del futuro marito, Eleonora, cercò di impedire questa unione invitando il padre di Gisella Agnese ad inviare la figlia con la sorella a Stadthagen. Ad ogni modo, quando Emmanuele Lebrecht prese il pieno possesso del principato, sposò l'adorata fidanzata il 30 settembre 1692. Il suo matrimonio morganatico ad ogni modo con una donna luterana e per di più della bassa nobiltà, suscitò delle proteste nell'ambito della chiesa riformata e della sua stessa famiglia. Nel 1689 fu possibile per la coppia riconoscere i figli nati dalla loro unione, ma l'assenso imperiale giunse solo nel 1699 ed è proprio da questa unione "non degna" che discenderà tutta la successiva casata ducale di Anhalt-Köthen.

### La reggenza
Già prima della sua morte, il marito aveva stabilito che in caso di sua prematura scomparsa Gisella Agnese sarebbe stata reggente per il figlio primogenito sopravvissuto, Leopoldo di Anhalt-Köthen. Dopo la morte di Emmanuele Lebrecht, dunque, Gisella Agnese prese dal 1704 la reggenza del principato. Una delle prime azioni della nobildonna alle redini del governo fu quella di promuovere gli interessi dei luterani e donò la St Agnuskirche di Köthen al culto luterano. Oltre a questo provvedimento, la principessa fondò un convento per nobildonne chiamato appunto Gisela-Agnes-Stift (1711). Nel 1714, pur reggendo ancora le sorti del principato, fece erigere una cappella musicale che però venne finanziata integralmente dal figlio Leopoldo, includendovi molti musicisti operanti in precedenza presso la corte di Berlino ove proprio in quell'anno era stata dissolta l'orchestra di corte. Il primo direttore di questa nuova cappella musicale fu il compositore Augustin Reinhard Stricker che, tre anni dopo, venne sostituito dal grande Johann Sebastian Bach.
Nel 1694 l'imperatore Leopoldo I d'Asburgo concesse a Gisella Agnese il titolo di Contessa imperiale di Nienburg infeudandole il paese di Nienburg (Saale) ed il locale castello come proprietà personale a vita. Con l'ascesa del figlio Leopoldo al trono nel 1715, dunque, Gisella Agnese si ritirò a Nienburg dove continuò nuovamente a favorire i luterani contro i protestanti, mantenendo i contatti con Hermann Francke.
Al castello di Nienburg si tenne il matrimonio tra sua figlia Eleonora Guglielmina ed il duca Ernesto Augusto I di Sassonia-Weimar il 24 gennaio 1716, fausta occasione nella quale il principe Leopoldo conobbe il compositore Johann Sebastian Bach che operava presso la corte di Weimar.
Gisella Agnese morì a Nienburg il 12 marzo 1740 e fu sepolta nella cripta reale della chiesa di St. Jackob a Köthen.

## Figli
Gisella Agnese e Emmanuele Lebrecht hebbero sei figli:
1. Augusto Lebrecht (24 maggio 1693 - 25 ottobre 1693), che morì prima del riconoscimento del matrimonio dei suoi genitori eguale e legittimo; per questo motivo, non fu mai riconosciuto come principe ereditario di Anhalt-Köthen.
2. Leopold, Principe di Anhalt-Köthen (29 novembre 1694 - 29 settembre 1728).
3. Eleonora Guglielmina (7 maggio 1696 - 30 agosto 1726), sposò il 15 febbraio 1714 Federico Erdmanno di Sassonia-Merseburg (1691-1714), e poi il 24 gennaio 1716 Ernesto Augusto I di Sassonia-Weimar.
4. Augusto Luigi, Principe di Anhalt-Köthen (9 giugno 1697 - 6 agosto 1755).
5. Gisella Augusta (24 luglio 1698 - 3 settembre 1698).
6. Cristiana Carlotta (12 gennaio 1702 - 27 gennaio 1745).